# (31231) Uthmann
(31231) Uthmann – planetoida z pasa głównego asteroid okrążająca Słońce w ciągu 4 lat i 54 dni w średniej odległości 2,58 j.a. Została odkryta 1 lutego 1998 roku. Przed nadaniem nazwy planetoida nosiła oznaczenie tymczasowe (31231) 1998 CA.